# دومينيك كانتي
دومينيك كانتي (بالإنجليزية: Dominique Canty)‏ مواليد 2 مارس 1977 في شيكاغو، هي لاعبة كرة سلة أمريكية سابقة تحولت إلى التدريب بعد الاعتزال بدأت مسيرتها الاحترافية في سنة 1999. تم اختيارها من قبل فريق ديترويت شوك خلال الدرافت وحملت الرقم 3. اعتزلت اللعب في 2012.

## المسيرة الاحترافية
لعبت مع ديترويت شوك من سنة 1999 إلى 2002، ثم لعبت مع هيوستن كومتز من سنة 2003 إلى 2006، ثم لعبت مع شيكاغو سكاي من سنة 2007 إلى 2011، ثم لعبت مع واشنطن ميستيكس في سنة 2012.

## روابط خارجية
- دومينيك كانتي على موقع الاتحاد الوطني لكرة السلة النسائية (الإنجليزية)
- دومينيك كانتي على موقع كرة السلة الأوروبية.كوم (الإنجليزية)
- دومينيك كانتي على موقع كلية كرة السلة في سبورتس رفرنس.كوم (الإنجليزية)
- دومينيك كانتي على موقع بروبوليرز (الإنجليزية)
- دومينيك كانتي على موقع سبورتس رفرنس (الإنجليزية)